# 蝦夷館の決闘
『蝦夷館の決闘』（えぞやかたのけっとう）は、1970年2月8日に公開された東宝製作のアクション時代劇映画。監督は古澤憲吾、主演は加山雄三。
時は幕末、金で公儀御用達回船問屋に雇われた八人の男たちが、蝦夷館に監禁されている麟国の伯爵令嬢を助け出す様子を描いた作品である。

## スタッフ
- 製作：山田順彦、藤本真澄
- 製作会社 : 東京映画
- 原作 : 柴田錬三郎
- 監督 : 古澤憲吾
- 脚本 : 笠原良三
- 潤色 : 大野靖子
- 撮影 : 村井博
- 編集 : 黒岩義民
- 美術 ：小島基司
- 音楽 ：広瀬健次郎

## 配役
- 加山雄三 : 江戸三郎太[2]
- 三国連太郎 : 宇佐新兵衛[2]
- 倍賞美津子 : 赤珠[2]
- 黒沢年男 : 求馬[2]
- 田中邦衛 : 黒兵衛[2]
- 高松しげお : 影六[2]
- 山田はるみ : おりく[2]
- 金子信雄 : 越後屋嘉兵衛[2]
- 安部徹 : 後藤主馬之介[2]
- 谷村昌彦 : 幻夢斎[2]
- 江幡高志 : 喜三郎[2]
- 大前均 : 岩松[2]
- 加賀麟太郎[2]
- マンモス鈴木 : ロシカ[2]
- 北竜二 : 西条玄蕃[2]
- 香川良介 : 阿部豊後守[2]
- 守田比呂也[2]
- 榊田敬二[2]
- 田辺元[2]
- 細井利雄[2]
- 青木君雄[2]
- 平川美津子[2]
- アン・ストーン[2]
- ロルフ・ジェサップ[2]
- 芥川隆行 : ナレーター[2]
- 仲代達矢 : 本庄大膳亮[2]
- 島田正吾 : 蝦夷次郎左衛門[2]